# Vochtige loofbossen van de Oostelijke Hooglanden
De vochtige loofbossen van de Oostelijke Hooglanden of vochtige loofbossen van Oost-Dekan (Engels: Eastern Highlands moist deciduous forests of East Deccan moist deciduous forests) vormt een ecoregio in de oostelijk-centrale delen van India. De ecoregio bestaat uit met tropische regenwouden begroeide heuvels en is met een oppervlakte van 314.100 vierkante kilometer behoorlijk uitgestrekt. De ecoregio strekt zich uit over delen van de Indiase staten Andhra Pradesh, Chhattisgarh, Jharkhand, Madhya Pradesh, Maharashtra, Odisha en Telangana.

## Ligging

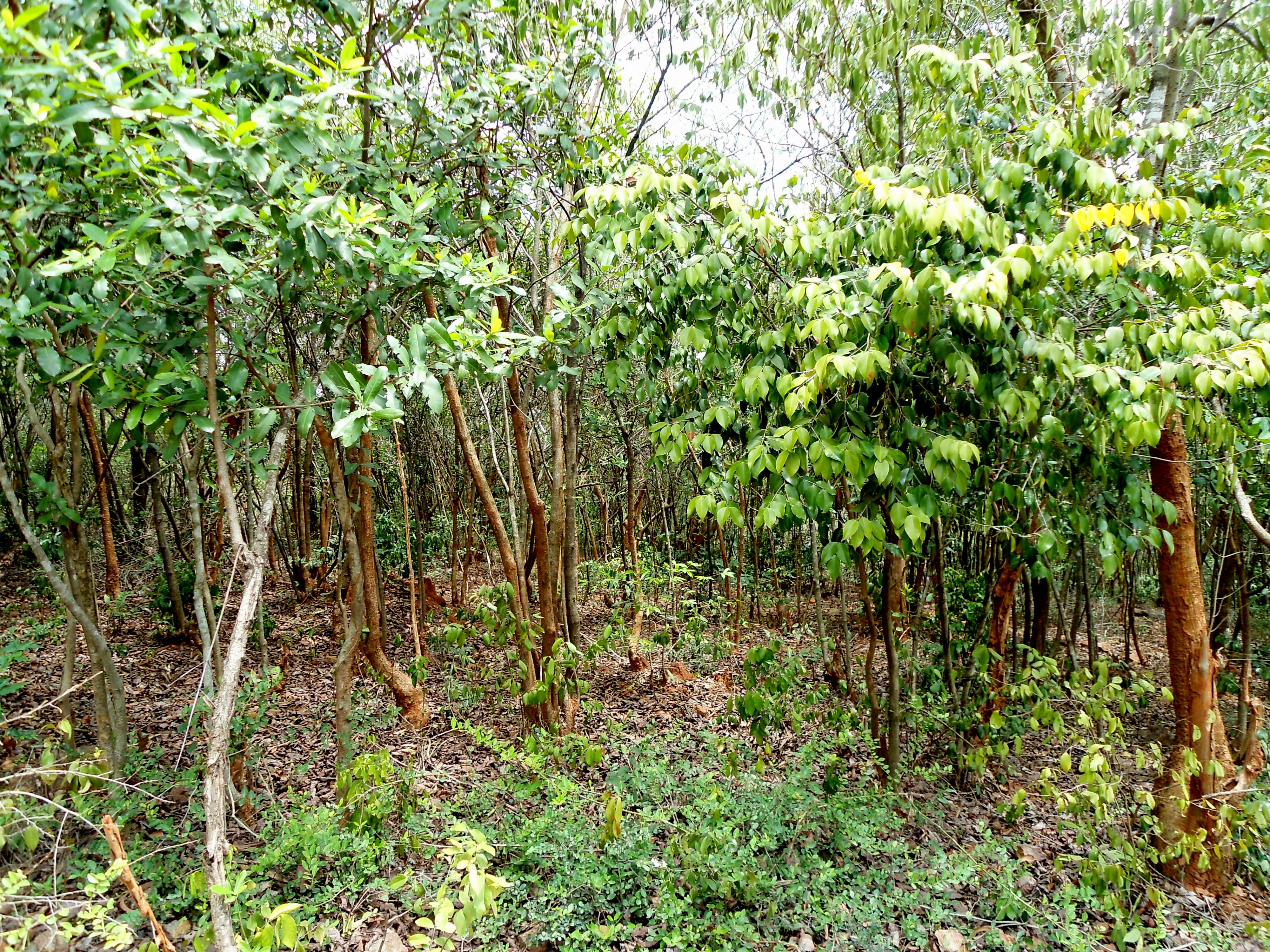
Kenmerkende bosbegroeiing

De ecoregio strekt zich uit van de kust van de Golf van Bengalen in het noorden van Andhra Pradesh en het zuiden van Odisha, over het de lage heuvels van het noordelijke deel van de Oost-Ghats en het noordoostelijke Dekan-plateau, tot het oostelijke Satpuragebergte en de bovenste vallei van de Narmadarivier. De heuvels van het Satpuragebergte bereiken een hoogte van 1300 meter en markeren de noordelijke grens van het Indisch Schiereiland. De vochtige loofbossen ontvangen hun neerslag van de vochtdragende moessonwinden uit de Golf van Bengalen.
In het westen en noorden van de ecoregio bevinden zich ecoregio's met tropische droge wouden, zoals de droge loofbossen van het Centrale Dekanplateau in het westen en zuidwesten, de droge loofbossen van de Narmadavallei in het noordwesten en de droge loofbossen van Chota Nagpur in het noorden en noordoosten. De drogere noordelijke droge loofbossen, die gelegen zijn ten westen van de Oost-Ghats, is volledig omringd door de hier beschreven ecoregio. Deze droge loofbossen liggen in de regenschaduw van de Oost-Ghats, die de vochtige moessonwinden van de Golf van Bengalen gedeeltelijk tegenhouden. Verder liggen in het noordoosten nog de vochtige semi-altijdgroene bossen van Odisha, gelegen in de kustlaaglanden van Odisha.

## Flora
Kenmerkend voor deze ecoregio is een met bossen begroeid heuvelachtig terrein. In deze heuvelbossen komen vier verschillende vegetatietypes voor, wat afhangt van bodemvariaties en neerslaghoeveelheden. De eerste vegetatietype heeft boomsoorten uit de plantengeslachten Shorea, Terminalia en Adina, de tweede uit de geslachten Shorea en Toona, met daarbij de boomsoort Syzygium operculatum, de derde uit de geslachten Shorea, Buchanania en Cleistanthus en de vierde uit de geslachten Terminalia, Anogeissus en Cleistanthus.
De bossen die groeien op de laterische en kristallijne gesteentesubstraten langs de heuvels worden gedomineerd door de salboom (Shorea robusta), samen met de boomsoort Syzygium cumini, de bamboesoort Dendrocalamus strictus, de palmsoort Phoenix acaulis en de grassoort Themeda quadrivalvis. In de bossen op de golvende heuvels van het westelijker gelegen Madhya Pradesh groeien de boomsoorten Terminalia tomentosa, Anogeissus latifolia, Pterocarpus marsupium, Madhuca indica en Lagerstroemia parviflora. In gebieden met kreupelhout groeien bamboesoorten, vooral de soort Dendrocalamus strictus. De oevers langs wateren zoals meertjes en rivieren zijn begroeid met Bambusa arundinaria. Verschillende soorten binnen deze ecoregio zijn bedreigd, waaronder Arisaema tortuosum, Cyathea gigantea, Entada rheedii, Gnetum ula, Rauvolfia serpentina, Musa rosacea, Linociera ramiflora, Dioscorea anguina, Litsea monopetala, en Didymoplexis pallens. Daarnaast heeft deze ecoregio twee endemische plantensoorten: Leucas mukerjiana en Phlebophyllum jeyporensis.
De flora van de ecoregio deelt veel soorten met de vochtige bossen van de West-Ghats en de Oost-Himalaya. Hier voorkomende plantensoorten die ook in de oostelijke Himalaya voorkomen zijn Arisaema tortuosum, Elatostema cuneatum, Didymocarpus pygmaea, Rubus ellpiticus, Thalictrum foliolosum, Boehmeria macrophylla en Zanthoxylum rhetsa. Soorten uit de West-Ghats zijn Schefflera venulosa, Artocarpus integrifolia, Gnetum ula en Calamus rotang.

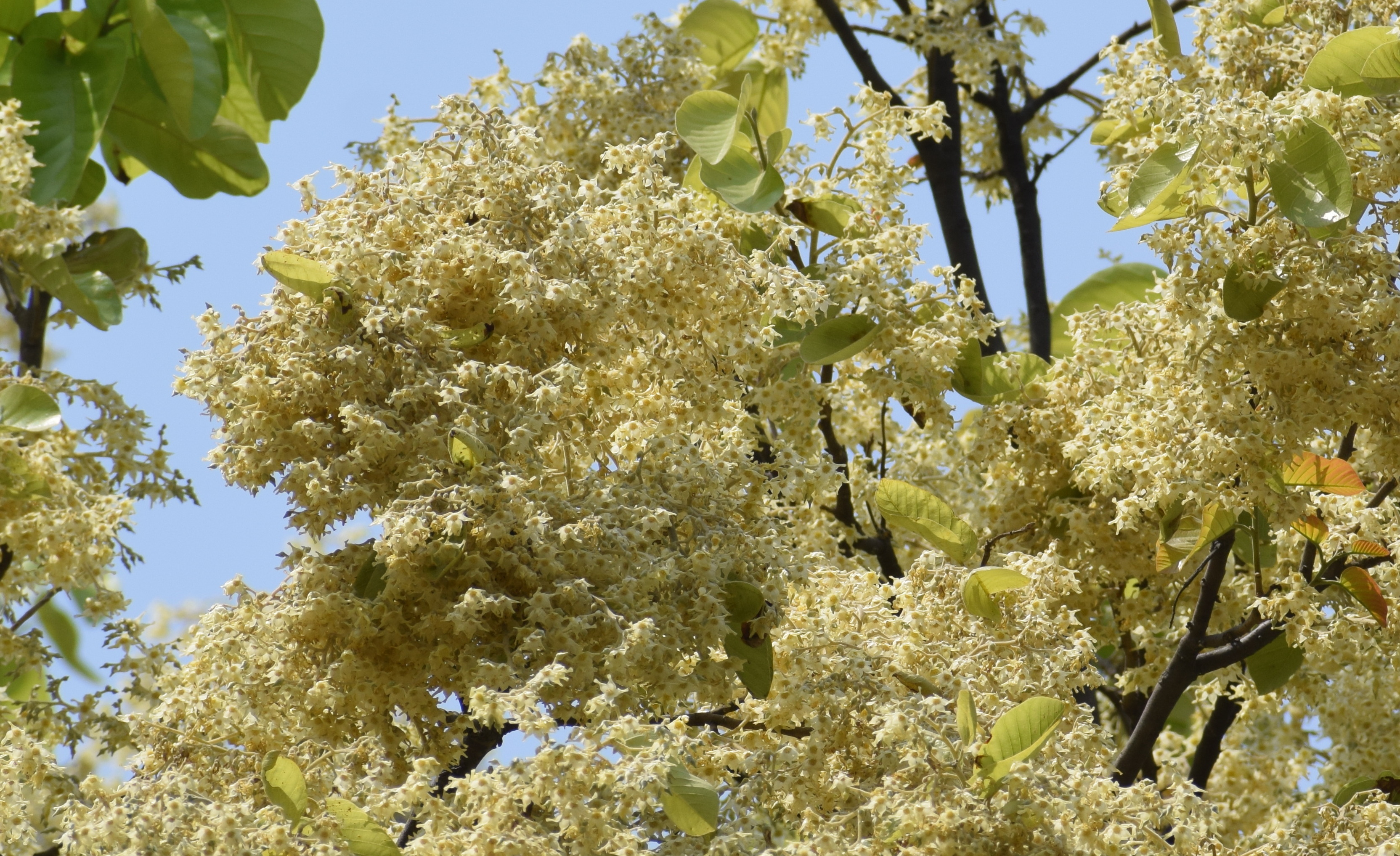
Bloesems van de salboom
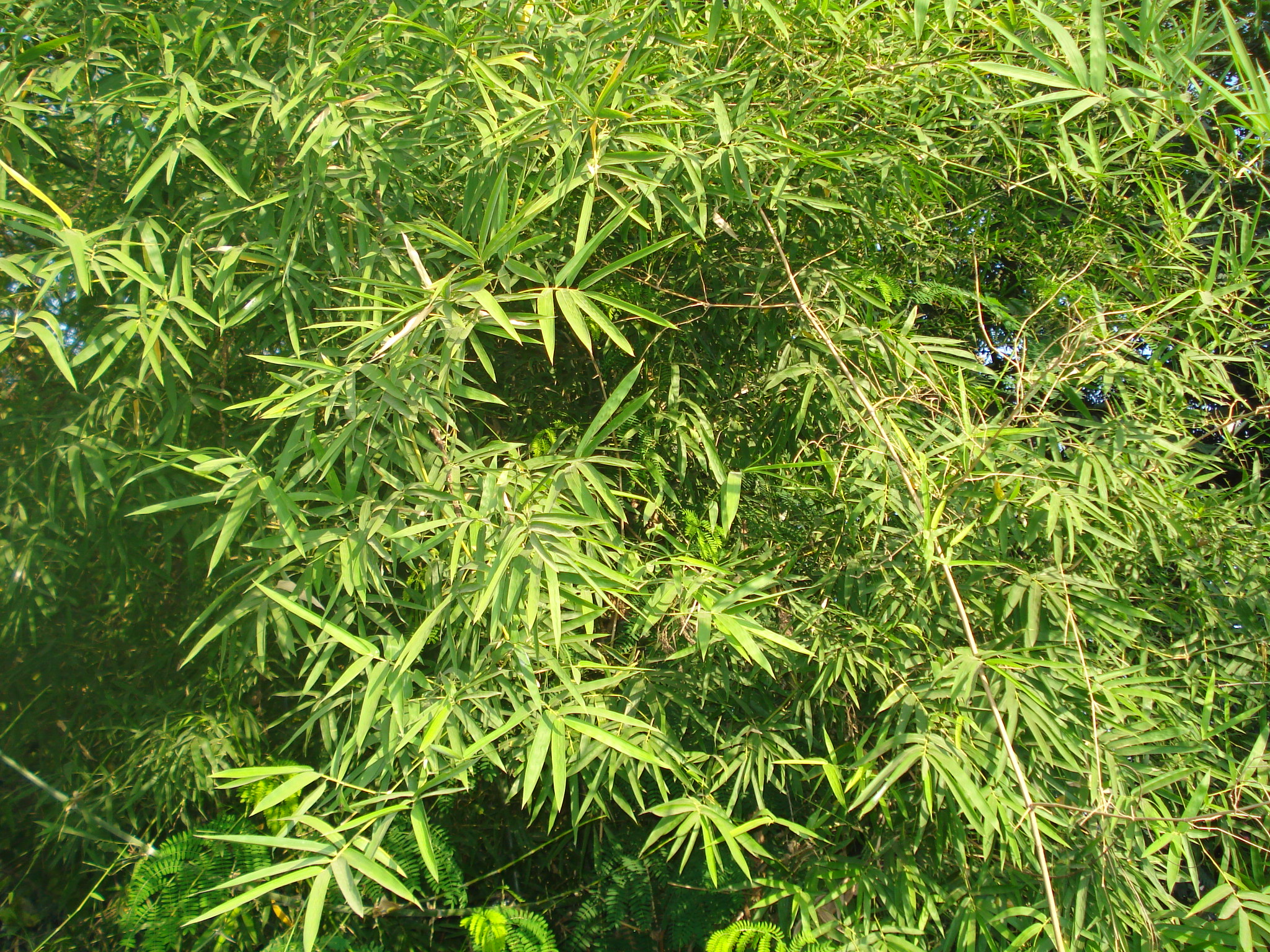
Dendrocalamus strictus
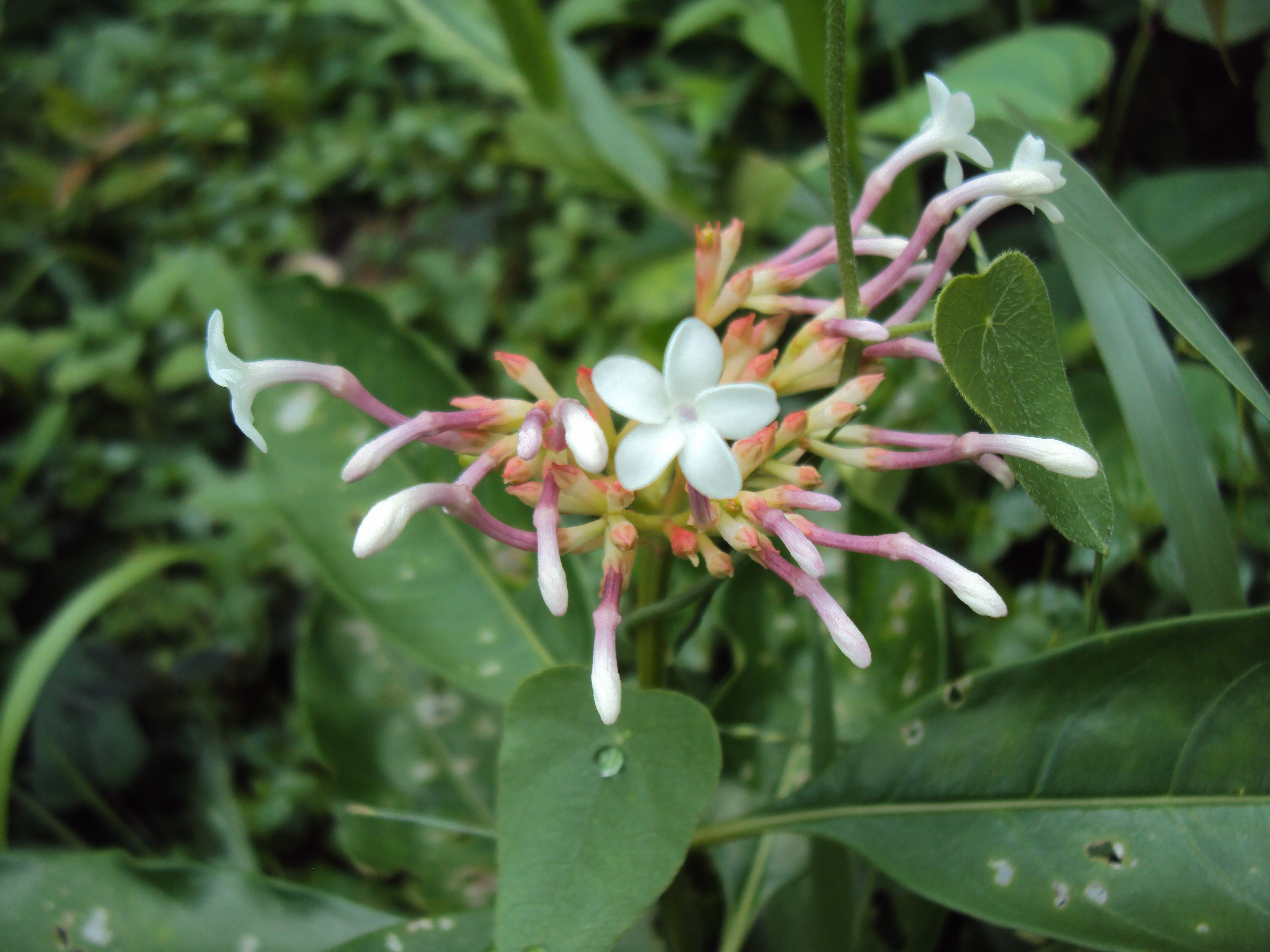
Rauvolfia serpentina
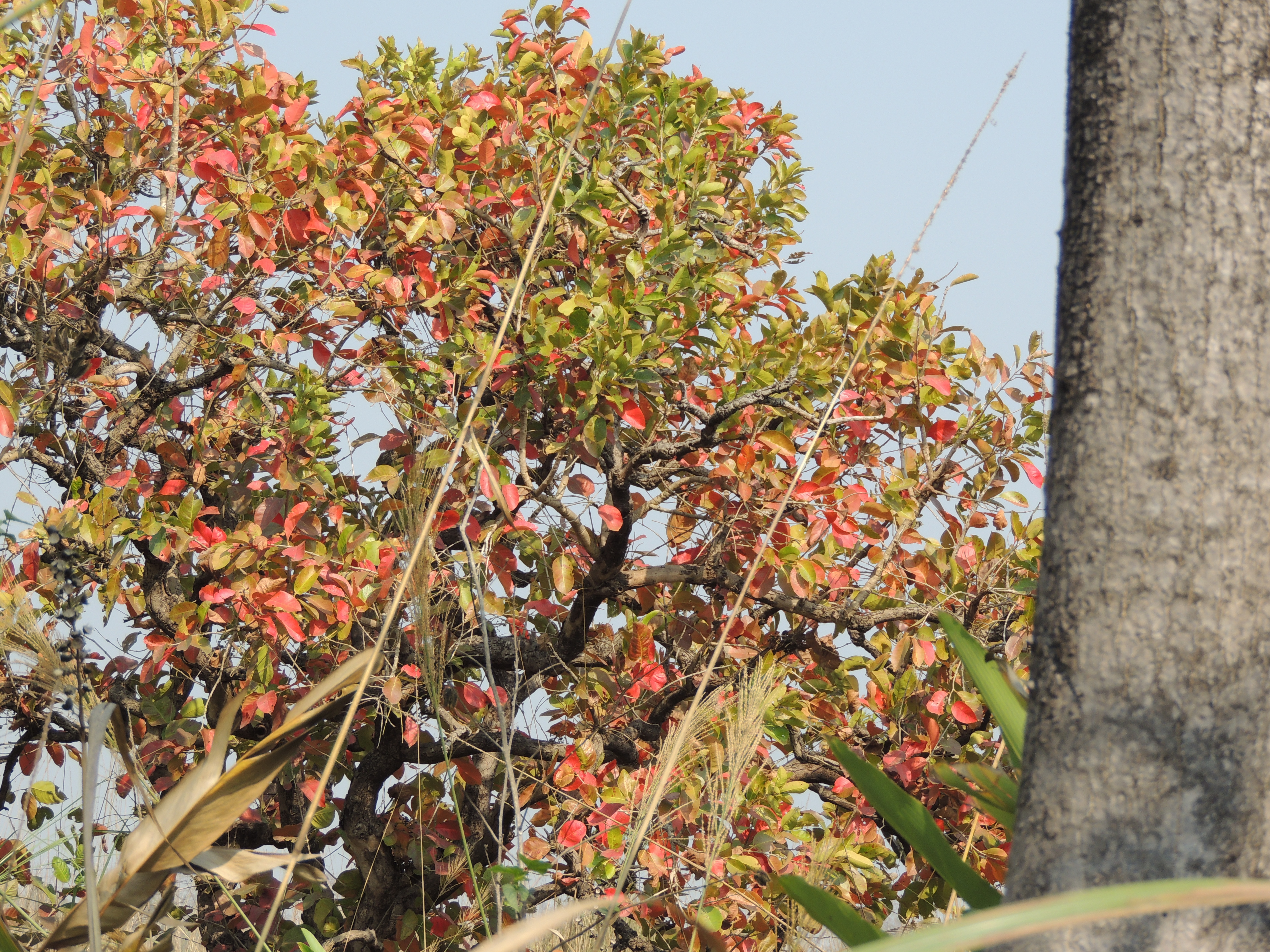
Syzygium operculatum
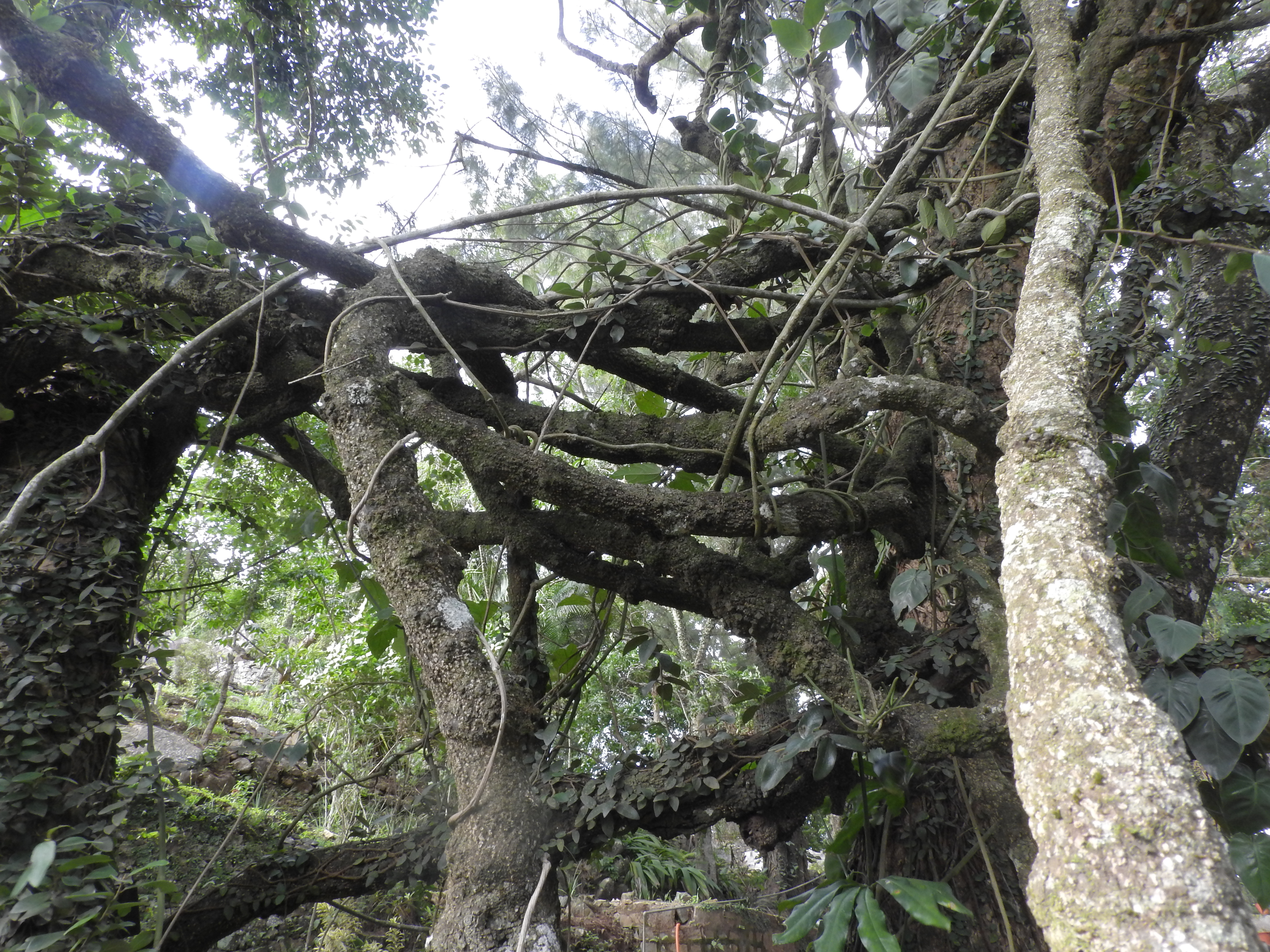
Gnetum ula
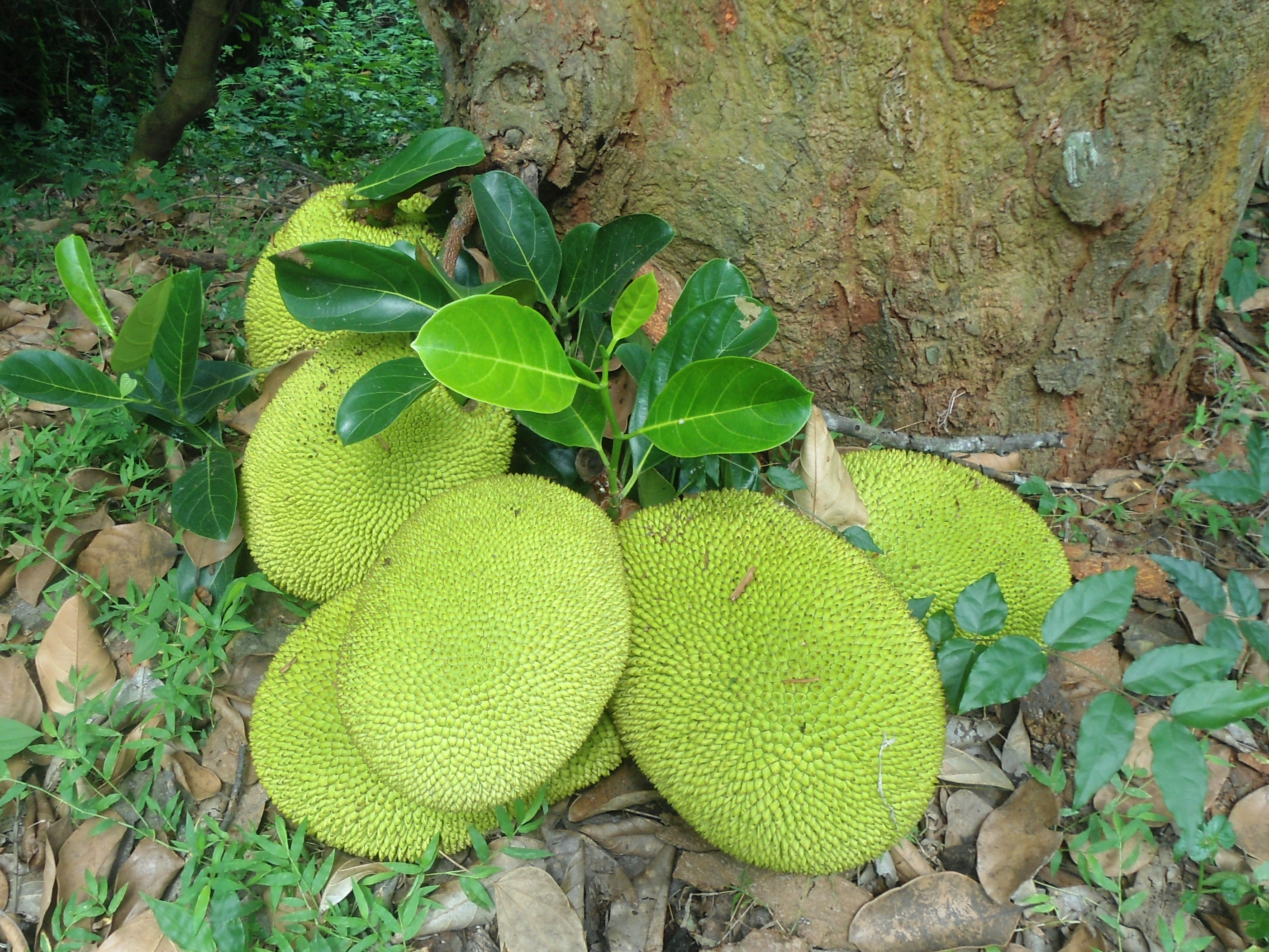
Artocarpus heterophyllus

## Fauna
De ecoregio herbergt nog steeds grote intacte gebieden van tropische vochtige loofbossen en vormen daarom een belangrijk toevluchtsoord voor gezonde populaties van de meeste grote gewervelde dieren die hier oorspronkelijk voorkwamen. Onder de zoogdieren omvat dit roofdieren zoals de Bengaalse tijger, de wolf, de Aziatische wilde hond en de lippenbeer en herbivoren zoals de gaur, de vierhoornantilope, de Indische antilope en de Indische gazelle. De Aziatische olifanten die hier ooit leefden, zijn echter lang geleden uitgeroeid. In het district Bastar in Madhya Pradesh komt mogelijk de bedreigde waterbuffelsoort Bubalus arnee voor. De enige endemische diersoort in de in grotten levende vleermuis Hipposideros durgadasi.
Verder leven er binnen deze ecoregio nog 313 vogelsoorten. Twee soorten daarvan zijn bedreigd, de olijfastrild en de witbandzeearend.

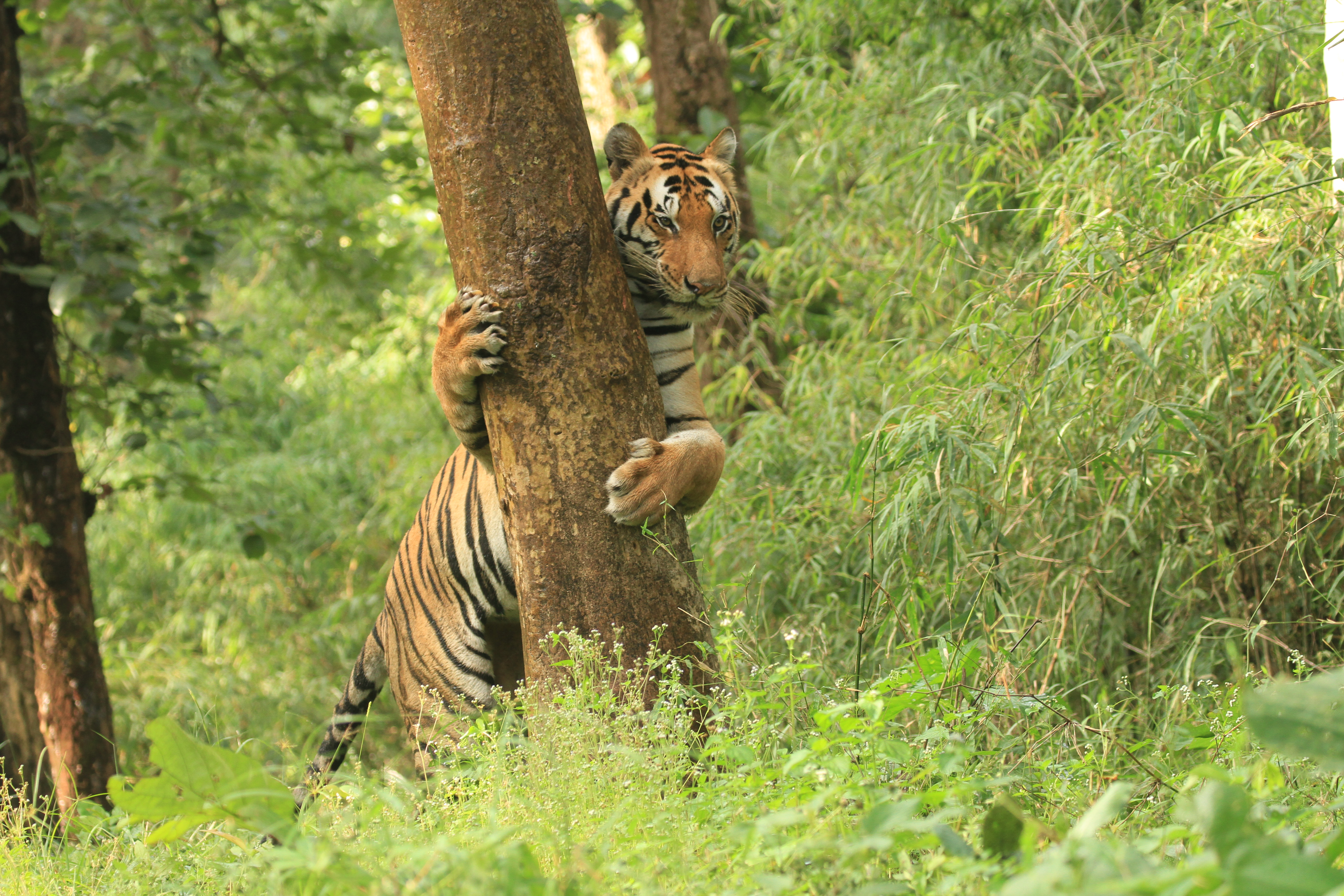
Bengaalse tijger
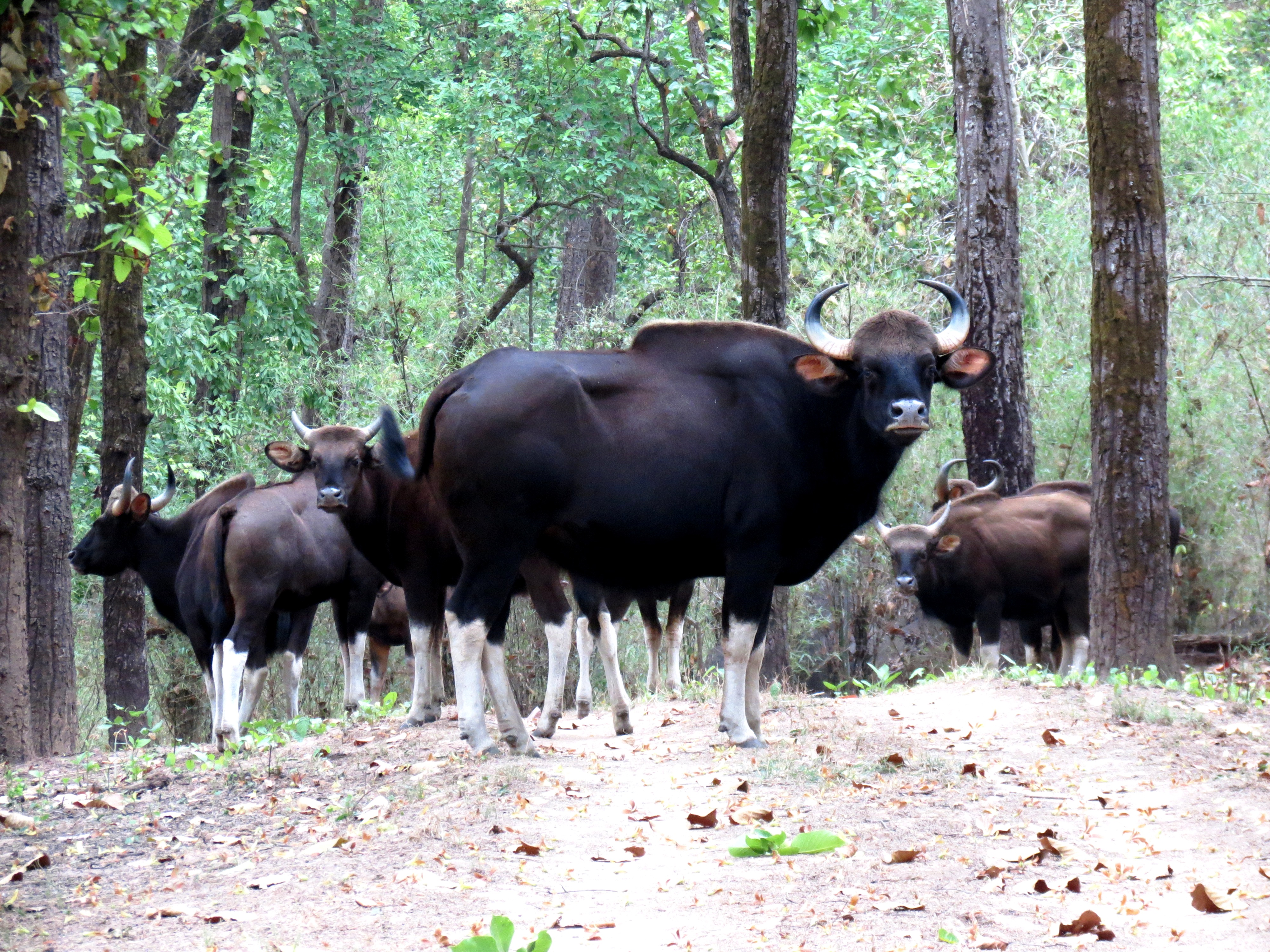
Gaur
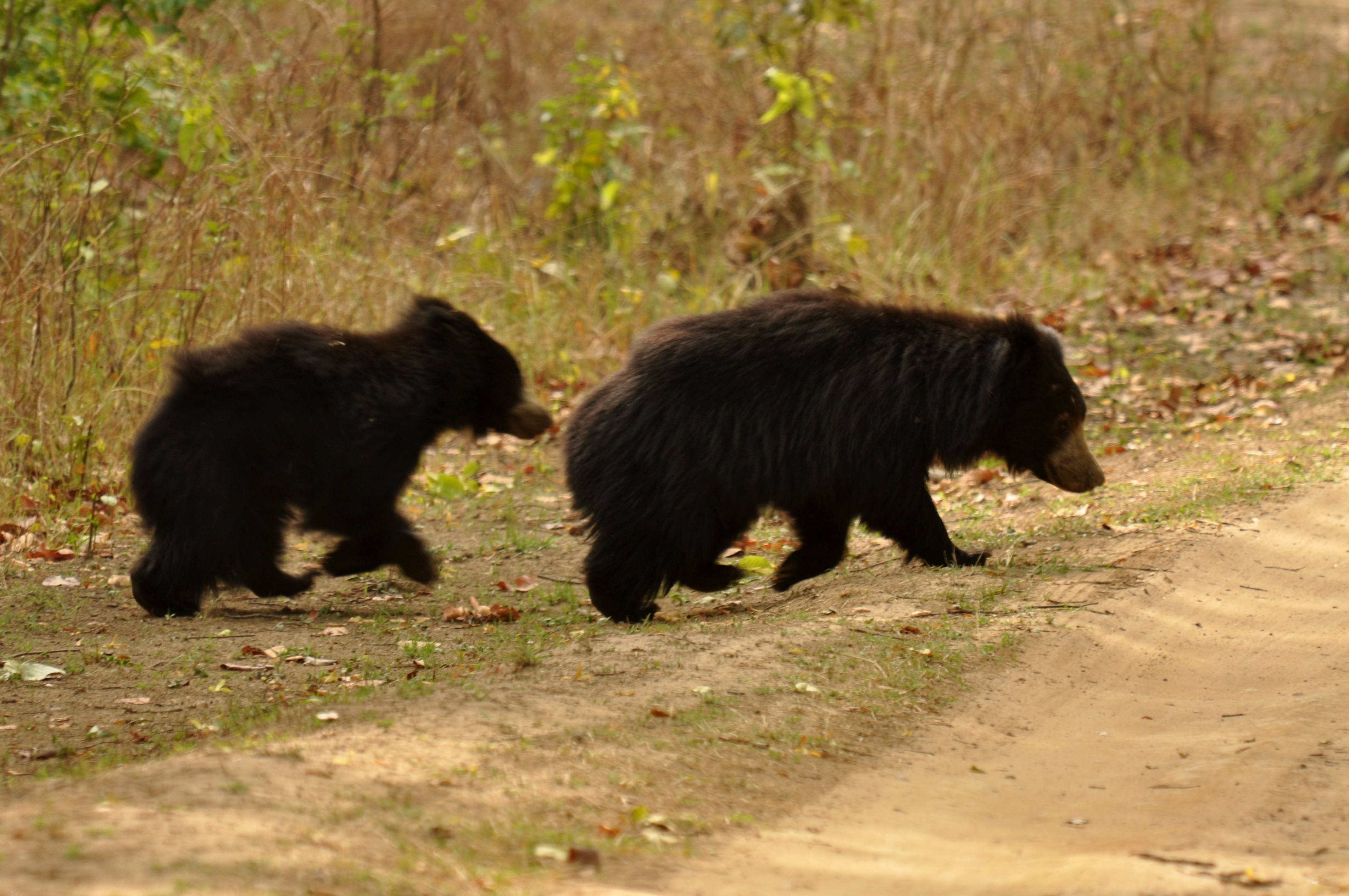
Lippenbeer
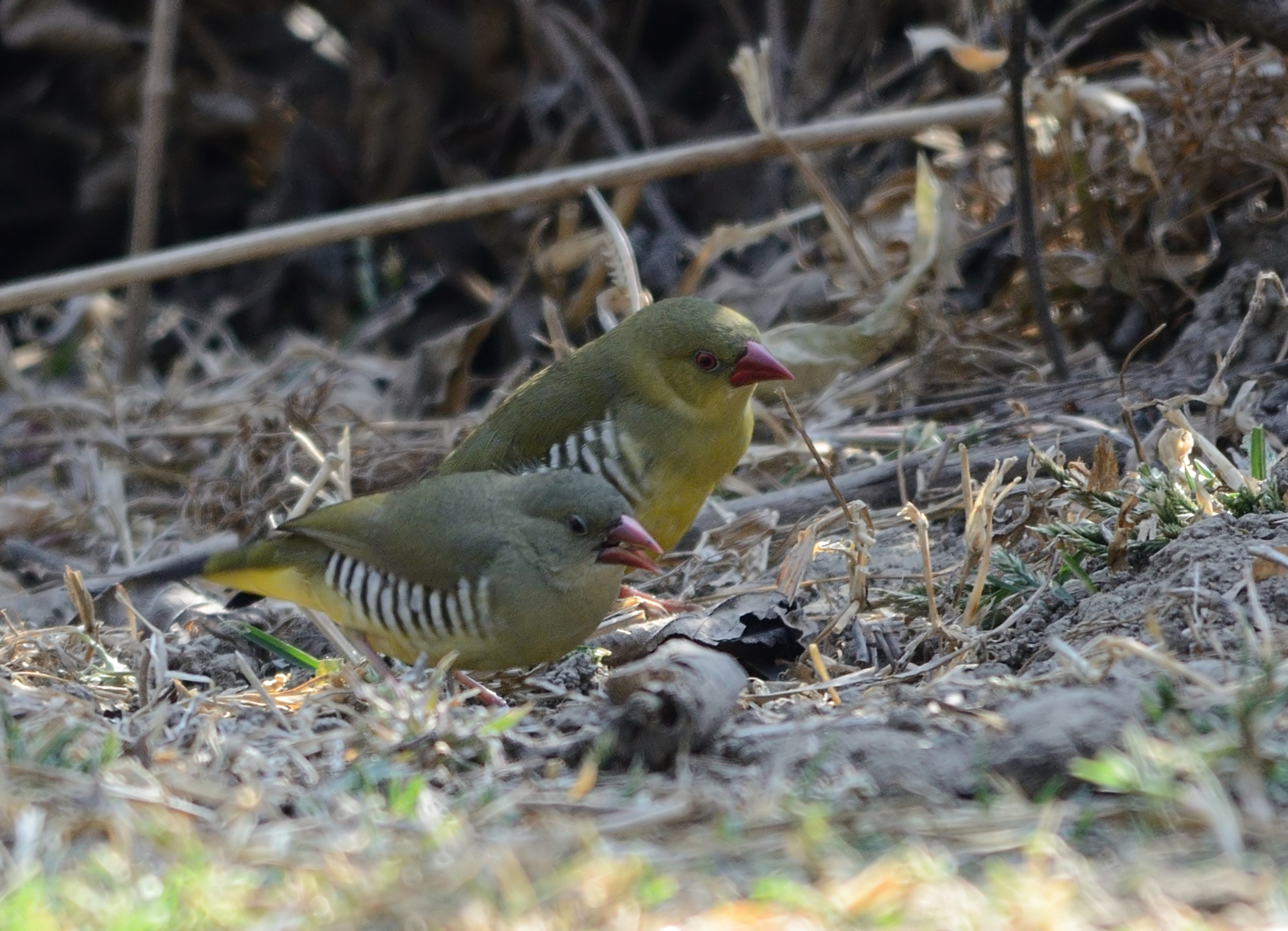
Olijfastrild
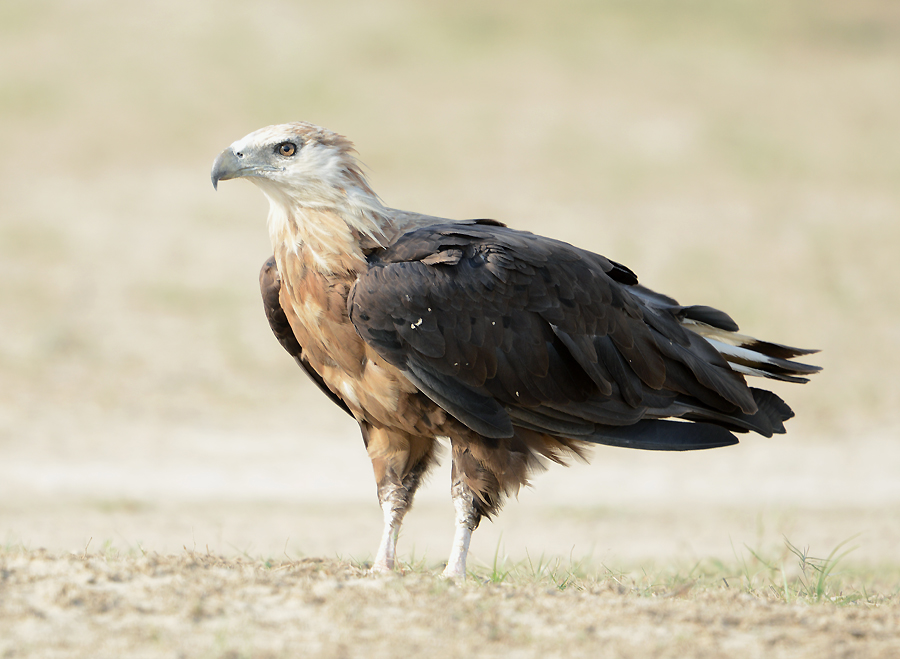
Witbandzeearend
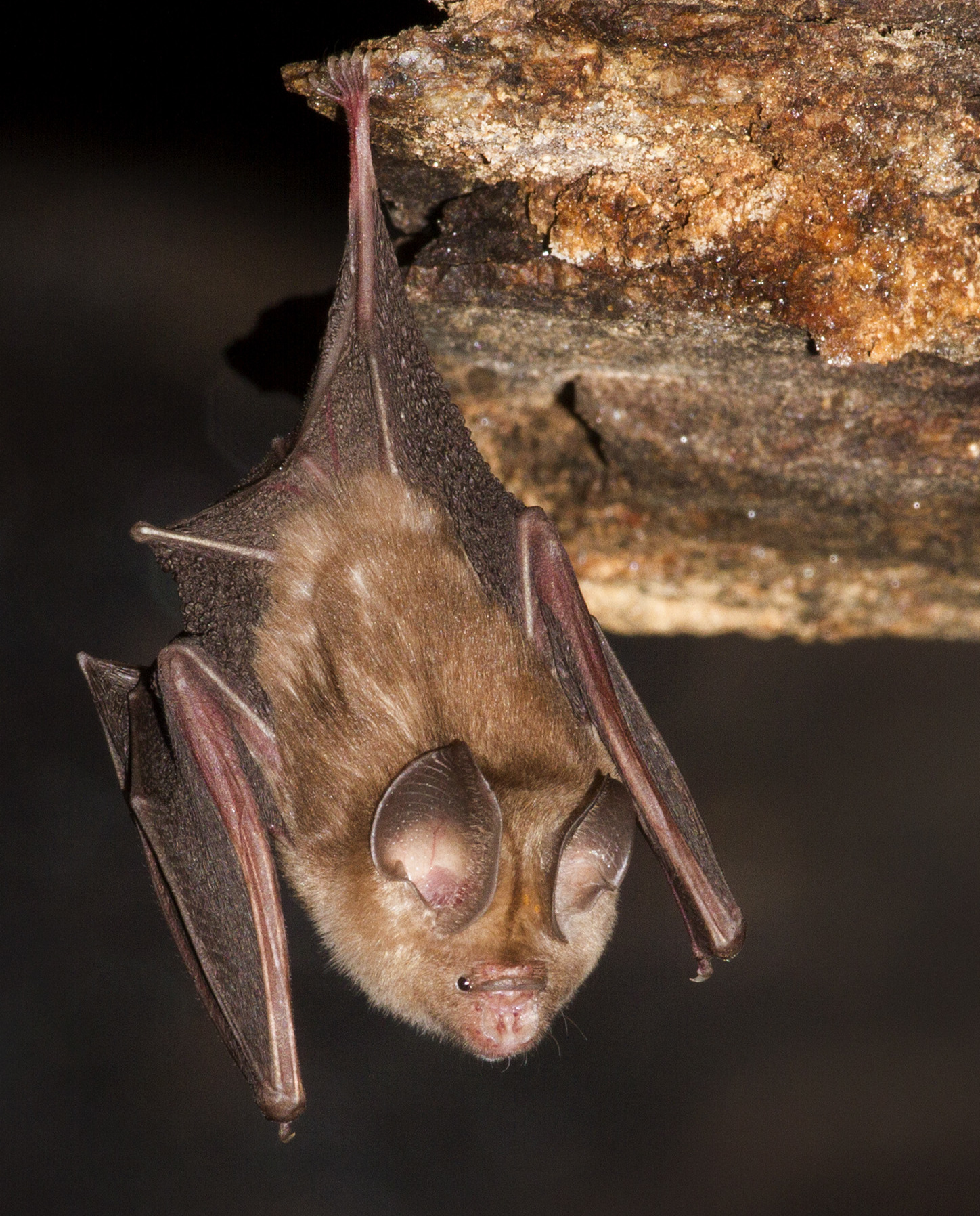
Hipposideros durgadasi